# Novomlýnská vodárenská věž
V počátcích středověku byla Praha zásobována vodou ze soukromých i veřejných studní, které však často bývaly zanesené odpadem z jímek. Voda se také rozváděla otevřenými koryty nebo vodovodními řady ze dřeva, kamene, hlíny či olova, tyto vodovody však byly určeny jen pro církevní, šlechtické a panovnické objekty. Spolu se založením Nového Města pražského v roce 1348 byla postavena první vodárenská věž, která čerpala vltavskou vodu a rozváděla ji do veřejných novoměstských kašen. Postupně vznikly čtyři obecní vodárny: Staroměstská pro Staré Město pražské, Petržilkovská pro Malou Stranu, vodárna Šítkovská pro horní část Nového Města a Novomlýnská vodárna pro dolní Nové Město pražské.
Novomlýnská vodárenská věž se nachází v Petrské čtvrti, blízko Štefánikova mostu a Revoluční ulice. Přiváděla vodu do dolní části Nového Města bezmála čtyři staletí. Stojí tu zčernalá časem a z výšky svých dvaačtyřiceti metrů udiveně shlíží na provoz aut a tramvají. Vždyť v době jejího vzniku vyhlížely pražské vltavské břehy zcela jinak. Řeka byla využívána jako dopravní cesta, po níž voraři přiváželi dřevo na stavby i otop, rybáři lovili ryby, pískaři těžili písek z říčního dna a ledaři lámali led pro hostince a krčmy. U břehů stály vodní mlýny a na březích pily, hamry, brusírny, prádelny, barvírny a koželužny, které přinášely obživu tisícům lidí. V sousedství dolní novoměstské vodárenské věže se nacházela skupina Nových mlýnů. V době pražské asanace začátkem 20. století byl břeh Petrské čtvrti rozšířen směrem k říčnímu korytu a vyrovnán, říční ramena zasypána a mlýny i původní historická zástavba byly zbourány. Novomlýnská vodárenská věž, která kdysi stála přímo na břehu Vltavy, se tak vlivem naplavenin a novodobých úprav od břehu vzdálila na sto padesát metrů. Kromě několika domů kolem sousedního kostelíka sv. Klimenta už o původním charakteru tohoto koutu staré Prahy nic nevypovídá.
První zmínky o Novomlýnské vodárně najdeme v roce 1484, kdy měla dřevěnou podobu. Během následujícího století byla několikrát upravována, až se městská rada rozhodla postavit vodárnu kamennou. Někdy na přelomu 16. a 17. století byla zbudována velkolepá kamenná vodárenská věž. Ze všech pražských vodáren byla nejvyšší a nejnákladnější. Měla sedm pater a navíc byla završena tzv. lusthausem neboli letohrádkem. Konšelé bohatého Nového Města totiž následovali dobovou módu letohrádků stavěných na střechách šlechtických sídel a rozhodli se mít vlastní, právě na vrcholu Novomlýnské vodárny, která patřila k nejvyšším městským stavbám. Lusthaus tvořila velká a reprezentativně vyzdobená místnost, vždy se třemi okny na každé stěně, odkud se otevírala nevšední vyhlídka na panorama pražských měst a královského sídla. V roce 1655 však přišlo neštěstí. 6. února toho roku se věž “natrhla původem veliké povodně a ledového štukoví, též velikého dříví a kládí” a potom se “na dví roztrhla, díl jeden na tu stranu, kde je prkenná pila, druhý pak do vody patřící k Letné padl a sesul se, takže z toho rozkošného stavení v malém okamžení hromada rumu nepříliš veliká s podivením všech na to se dívajících se spatřovala.” Již mezi lety 1658 - 1660 byla vodárenská věž obnovena. Stavitel Jan Decapauli využil zdivo ze zřícené věže a pravděpodobně také původní portál ze sliveneckého mramoru. Stavba má čtvercový půdorys a dispozici ze dvou soustředěných hranolů, mezi kterými vede schodiště. Jádro je vyzděno z lomového kamene, obklad tvoří pískovcové kvádry. V pěti patrech je na každé straně protáhlé okno. Šesté patro ve výšce třiceti metrů opět zdobí lusthaus s dvanácti okny - rarita, kterou se nemůže pyšnit žádná jiná vodárenská věž na světě.

Novomlýnská věž je jako jediná z dochovaných pražských vodárenských věží přístupná. Po generální rekonstrukci byla v roce 2017 otevřena veřejnosti. V jejím interiéru se nachází multimediální expozice s názvem Praha hoří. Hlavním tématem je oheň a voda - vodárenství a tradice pražských hasičů. Prohlídka je završena v bývalém lusthausu novoměstských konšelů, vyhlídkovém sále s panoramatickým výhledem na Prahu. Od roku 2020 je věž ve správě Prague City Tourism.

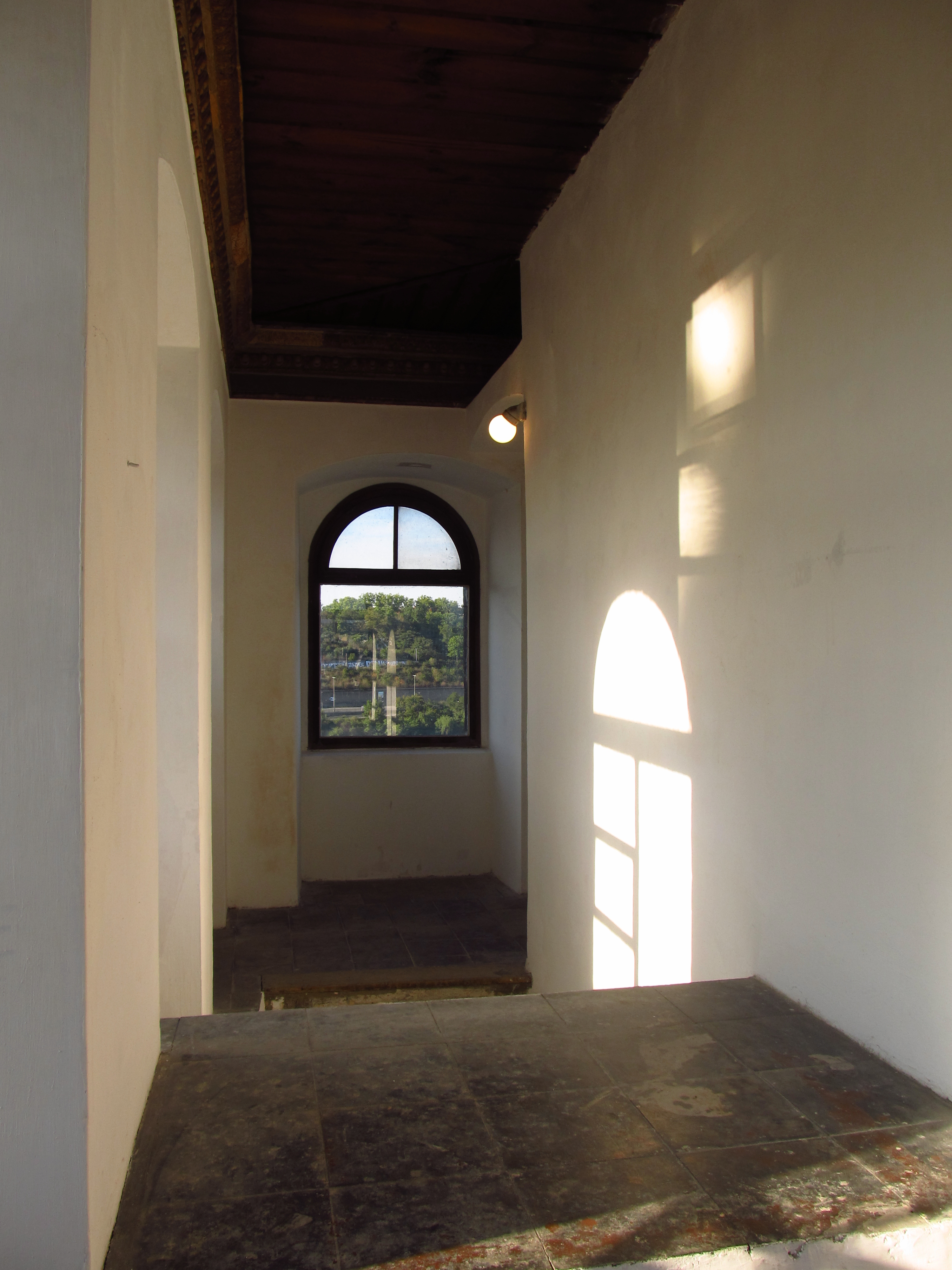
Interiér posledního patra věže

## Mechanismus věže
Jak vodárenská věž fungovala? Základní mechanizmus tvořil mlýn se dvěma koly, která přes klikovou hřídel poháněla pístová čerpadla. Jedno čerpadlo nasávalo vodu do rezervoáru mlýna a druhé ji pak vytlačilo do čtvrtého patra věže, kde se ve výšce třiatřiceti metrů nacházela nádrž o objemu necelého metru krychlového. Po naplnění nádrže se voda rozvodným potrubím samospádem dostávala do šestapadesáti veřejných kašen Nového Města pražského, několika pivovarů a soukromých kašen. Původně bývalo v zimních měsících potrubí zahřívané otevřeným ohněm, aby se zabránilo jeho zamrzání a poškození. Ohniště později nahradila kamna, která se nacházela v přízemí věže. Části topeniště odkryté při nedávných výzkumech je dnes možné vidět v prostoru kolem pokladny. V přízemí se dochoval také pozůstatek štoly, odkud voda potrubím opouštěla věž a proudila do města. Svému účelu přestala Novomlýnská vodárenská věž sloužit v roce 1877. Vedle ní byla vybudována čerpací stanice s moderním zařízením. Čtyři dvojčinná čerpadla dodaná První česko-moravskou továrnou na stroje zde čerpala vodu prostřednictvím dvou vodních kol do vodovodní sítě dolního Nového Města a na Letnou až do roku 1919.